# Lekkoatletyka na Igrzyskach Wspólnoty Narodów 2014 – bieg na 100 m mężczyzn
Bieg na dystansie 100 metrów mężczyzn – jedna z konkurencji lekkoatletycznych rozgrywanych podczas XX Igrzysk Wspólnoty Narodów w Glasgow. Zawody rozegrane zostały na stadionie Hampden Park. Biegi eliminacyjne 27 lipca 2014 roku, zaś biegi półfinałowe i finał – 28 lipca 2014 roku. Mistrzem w tej konkurencji został Jamajczyk Kemar Bailey-Cole. W rywalizacji wzięło udział 76 biegaczy z 39 reprezentacji.

## Rekordy
| Rekord świata  | Usain Bolt (JAM) | 9,58 | Berlin, Niemcy        | 16.08.1911 |
| Rekord igrzysk | Ato Boldon (TRI) | 9,88 | Kuala Lumpur, Malezja | 17.09.1998 |

## Eliminacje
| CR – rekord igrzysk \| NR – rekord kraju \| AR – rekord kontynentu |
| PB – rekord życiowy \| SB – najlepszy wynik w sezonie              |

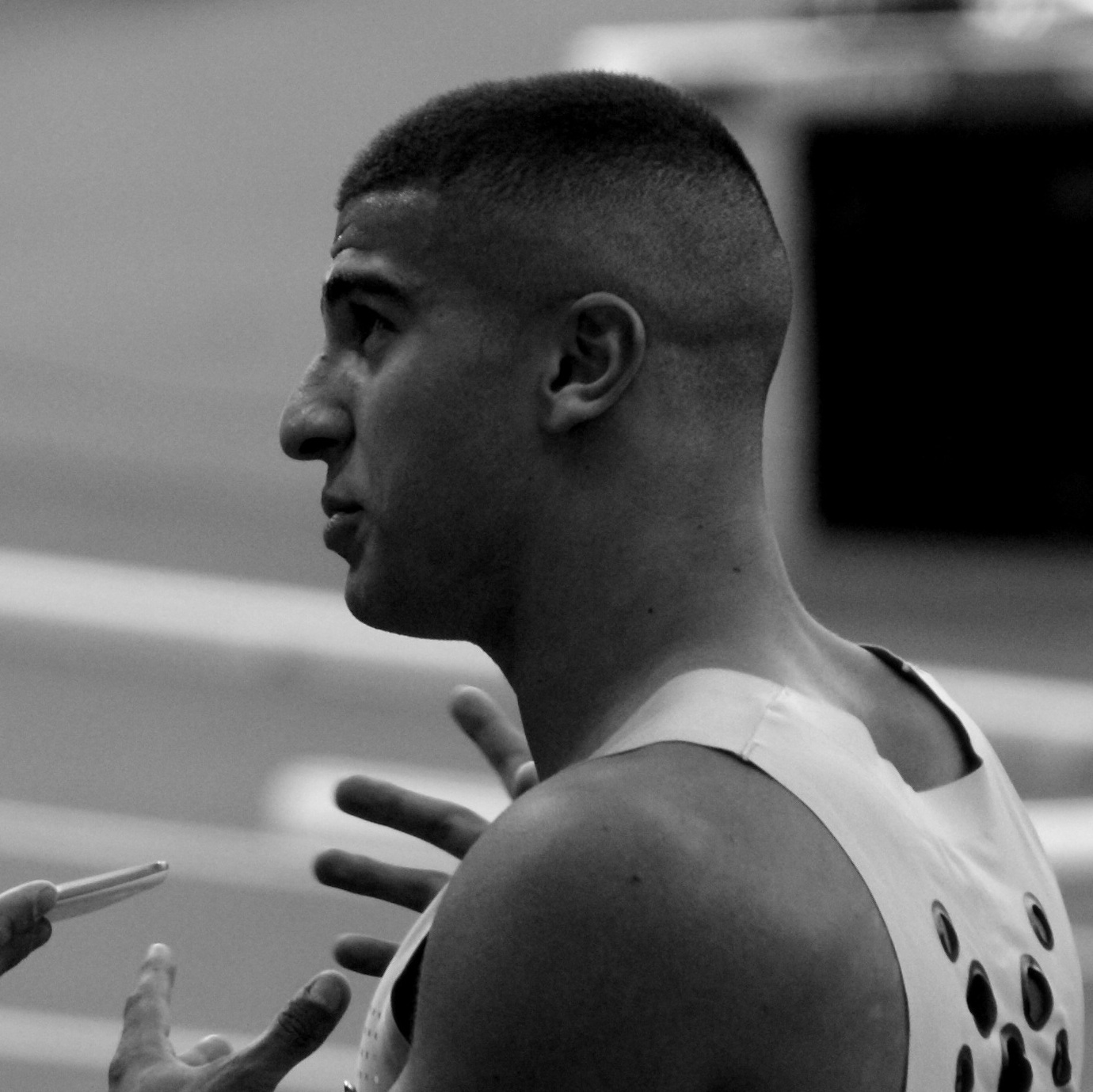
Adam Gemili – zdobywca srebrnego medalu

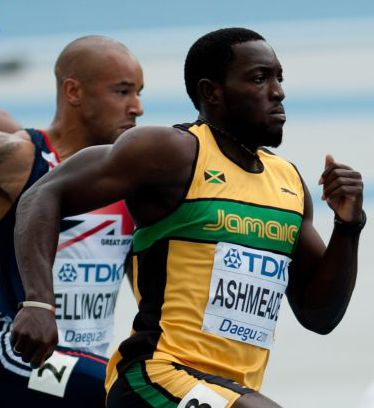
Nickel Ashmeade – zdobywca brązowego medalu

Rozegrano dziewięć biegów eliminacyjnych. Awans do biegów półfinałowych awansowało po dwóch najszybszych zawodników z każdego biegu i sześciu najszybszych zawodników z pozostałych miejsc. Najlepszy wynik w eliminacjach uzyskał reprezentant Anglii Adam Gemili.
Bieg 1
| Miejsce | Tor | Zawodnik          | Czas reakcji | Wynik           | Uwagi |
| ------- | --- | ----------------- | ------------ | --------------- | ----- |
| 1       | 6   | Kemar Bailey-Cole | 0,232        | 10,16           | Q     |
| 2       | 5   | Ramon Gittens     | 0,161        | 10,34           | Q     |
| 3       | 2   | Jared Connaughton | 0,139        | 10,47           |       |
| 4       | 7   | Walter Moenga     | 0,227        | 10,84           |       |
| 5       | 3   | Josh Hamilton     | 0,205        | 10,85           |       |
| 6       | 4   | Masbah Ahmmed     | 0,167        | 11,13           | PB    |
| 7       | 8   | Francis Manioru   | 0,167        | 11,87           |       |
|         | 1   | Idrissa Adam      | –            | –               | DNS   |
|         |     |                   |              | Wiatr: +0,6 m/s |       |

Bieg 2
| Miejsce | Tor | Zawodnik           | Czas reakcji | Wynik           | Uwagi |
| ------- | --- | ------------------ | ------------ | --------------- | ----- |
| 1       | 3   | Jason Livermore    | 0,169        | 10,26           | Q     |
| 2       | 8   | Jason Rogers       | 0,160        | 10,39           | Q     |
| 3       | 4   | Timothy Abeyie     | 0,164        | 10,50           |       |
| 4       | 1   | Banuve Tabakaucoro | 0,141        | 10,51           |       |
| 5       | 7   | Calvin Kang        | 0,148        | 10,77           |       |
| 6       | 2   | Solomon Bockarie   | 0,206        | 10,83           |       |
| 7       | 5   | Ruwan Gunasinghe   | 0,211        | 11,03           |       |
| 8       | 6   | Kimorie Shearman   | 0,190        | 11,04           |       |
|         |     |                    |              | Wiatr: −0,4 m/s |       |

Bieg 3
| Miejsce | Tor | Zawodnik                  | Czas reakcji | Wynik           | Uwagi |
| ------- | --- | ------------------------- | ------------ | --------------- | ----- |
| 1       | 2   | Mark Jelks                | 0,169        | 10,28           | Q     |
| 2       | 6   | Warren Fraser             | 0,156        | 10,31           | Q     |
| 3       | 5   | Richard Thompson          | 0,168        | 10,33           | q     |
| 4       | 8   | Muhammad Elfi Bin Mustapa | 0,174        | 10,94           |       |
| 5       | 9   | Kieron Rogers             | 0,180        | 11,11           |       |
| 6       | 4   | Neddy Marie               | 0,173        | 11,14           |       |
| 7       | 3   | Alphonse Binam Nlend      | 0,243        | 11,34           |       |
|         | 1   | Leon Reid                 | –            | –               | DQ    |
|         | 7   | Tahir Walsh               | –            | –               | DQ    |
|         |     |                           |              | Wiatr: −0,6 m/s |       |

Bieg 4
| Miejsce | Tor | Zawodnik               | Czas reakcji | Wynik           | Uwagi |
| ------- | --- | ---------------------- | ------------ | --------------- | ----- |
| 1       | 1   | Kemar Hyman            | 0,174        | 10,20           | Q     |
| 2       | 6   | Antoine Adams          | 0,154        | 10,31           | Q     |
| 3       | 8   | Harry Aikines-Aryeetey | 0,214        | 10,33           | q     |
| 4       | 4   | Bruno Matsenjwa        | 0,172        | 10,56           |       |
| 5       | 5   | Jason Smyth            | 0,167        | 10,66           |       |
| 6       | 2   | Kupun Wisil            | 0,222        | 10,86           |       |
| 7       | 7   | Courtney Carl Williams | 0,156        | 10,95           |       |
| 8       | 3   | Joshua Jeremiah        | 0,212        | 11,46           |       |
|         |     |                        |              | Wiatr: +1,1 m/s |       |

Bieg 5
| Miejsce | Tor | Zawodnik          | Czas reakcji | Wynik           | Uwagi |
| ------- | --- | ----------------- | ------------ | --------------- | ----- |
| 1       | 2   | Nickel Ashmeade   | 0,218        | 10,40           | Q     |
| 2       | 6   | Adam Harris       | 0,159        | 10,45           | Q     |
| 3       | 8   | Adrian Griffith   | 0,216        | 10,46           |       |
| 4       | 4   | Ncincilili Titi   | 0,158        | 10,48           | =PB   |
| 5       | 5   | Solomon Afful     | 0,183        | 10,66           |       |
| 6       | 9   | Gary Yeo          | 0,145        | 10,82           |       |
| 7       | 1   | Tony Chirchir     | 0,172        | 10,85           |       |
| 8       | 7   | Alford Dyett      | 0,175        | 11,13           | PB    |
| 9       | 3   | Shanoi Richardson | 0,176        | 11,56           | SB    |
|         |     |                   |              | Wiatr: +0,9 m/s |       |

Bieg 6
| Miejsce | Tor | Zawodnik          | Czas reakcji | Wynik           | Uwagi |
| ------- | --- | ----------------- | ------------ | --------------- | ----- |
| 1       | 1   | Adam Gemili       | 0,169        | 10,15           | Q     |
| 2       | 2   | Monzavous Edwards | 0,163        | 10,40           | Q     |
| 3       | 7   | Jonathan Permal   | 0,159        | 10,46           | PB    |
| 4       | 6   | Titus Kafunda     | 0,140        | 10,53           |       |
| 5       | 5   | Jeremy Bascom     | 0,151        | 10,58           |       |
| 6       | 4   | Siueni Filimone   | 0,192        | 10,72           | PB    |
| 7       | 3   | Eddie Hereme      | 0,185        | 10,92           |       |
|         | 8   | Darrel Brown      | –            | –               | DNS   |
|         |     |                   |              | Wiatr: −0,8 m/s |       |

Bieg 7
| Miejsce | Tor | Zawodnik         | Czas reakcji | Wynik           | Uwagi |
| ------- | --- | ---------------- | ------------ | --------------- | ----- |
| 1       | 3   | Daniel Bailey    | 0,173        | 10,30           | Q     |
| =2      | 8   | Richard Kilty    | 0,150        | 10,34           | Q     |
| =2      | 4   | Simon Magakwe    | 0,201        | 10,34           | Q     |
| 4       | 6   | Corneil Lionel   | 0,173        | 10,72           |       |
| 5       | 7   | Gibrilla Bangura | 0,151        | 10.,79          |       |
| 6       | 1   | Lester Ryan      | 0,163        | 10,99           |       |
| 7       | 9   | Michael Wilson   | 0,192        | 11,00           |       |
| 8       | 2   | Mlandvo Shongwe  | 0,217        | 11,06           |       |
| 9       | 5   | Jerai Torres     | 0,203        | 11,54           | SB    |
|         |     |                  |              | Wiatr: +0,5 m/s |       |

Bieg 8
| Miejsce | Tor | Zawodnik           | Czas reakcji | Wynik           | Uwagi |
| ------- | --- | ------------------ | ------------ | --------------- | ----- |
| 1       | 6   | Akani Simbine      | 0,141        | 10,32           | Q     |
| 2       | 8   | Ogho-Oghene Egwero | 0,170        | 10,38           | Q     |
| 3       | 5   | Aaron Brown        | 0,207        | 10,39           | q     |
| 4       | 7   | Harold Houston     | 0,143        | 10,72           |       |
| 5       | 3   | Hassan Saaid       | 0,133        | 10,79           |       |
| 6       | 2   | Chavaughn Walsh    | 0,167        | 10,88           |       |
| 7       | 1   | Adel Sesay         | 0,227        | 11,02           |       |
| 8       | 4   | Mark Anderson      | 0,196        | 11,23           |       |
|         |     |                    |              | Wiatr: −0,6 m/s |       |

Bieg 9
| Miejsce | Tor | Zawodnik              | Czas reakcji | Wynik           | Uwagi |
| ------- | --- | --------------------- | ------------ | --------------- | ----- |
| 1       | 5   | Keston Bledman        | 0,160        | 10,16           | Q     |
| 2       | 1   | Shavez Hart           | 0,152        | 10,32           | Q     |
| 3       | 8   | Dontae Richards-Kwok  | 0,167        | 10,36           | SB q  |
| 4       | 7   | Brijesh Lawrence      | 0,173        | 10,43           | q     |
| 5       | 2   | Julius Morris         | 0,163        | 10,55           | SB    |
| 6       | 4   | Paul Williams         | 0,182        | 10,70           |       |
| 7       | 6   | Stephen Wafula Barasa | 0,174        | 10,81           |       |
| 8       | 9   | Leroy Henriette       | 0,219        | 11,12           |       |
| 9       | 3   | Nooa Takooa           | 0,141        | 11,56           |       |
|         |     |                       |              | Wiatr: +0,2 m/s |       |

## Półfinały
Rozegrano trzy biegi półfinałowe. Do biegu finałowego zakwalifikowało się po dwóch najlepszych zawodników z każdego biegu i dwóch zawodników z pozostałych miejsc z najlepszymi czasami. Najlepszy rezultat spośród półfinalistów uzyskał reprezentant Jamajki Kemar Bailey-Cole.
Bieg 1
| Miejsce | Tor | Zawodnik               | Czas reakcji | Wynik          | Uwagi |
| ------- | --- | ---------------------- | ------------ | -------------- | ----- |
| 1       | 6   | Warren Fraser          | 0,163        | 10,21          | Q     |
| 2       | 5   | Nickel Ashmeade        | 0,151        | 10,21          | Q     |
| 3       | 3   | Keston Bledman         | 0,148        | 10,24          |       |
| 4       | 2   | Harry Aikines-Aryeetey | 0,162        | 10,25          |       |
| 5       | 1   | Jason Rogers           | 0,164        | 10,30          |       |
| 6       | 4   | Kemar Hyman            | 0,155        | 10,31          |       |
| 7       | 8   | Simon Magakwe          | 0,158        | 10,33          |       |
| 8       | 7   | Ogho-Oghene Egwero     | 0,159        | 10,40          |       |
|         |     |                        |              | Wiatr: 0,0 m/s |       |

Bieg 2
| Miejsce | Tor | Zawodnik         | Czas reakcji | Wynik           | Uwagi |
| ------- | --- | ---------------- | ------------ | --------------- | ----- |
| 1       | 5   | Adam Gemili      | 0,174        | 10,07           | Q     |
| 2       | 4   | Jason Livermore  | 0,140        | 10,11           | Q     |
| 3       | 3   | Mark Jelks       | 0,161        | 10,13           | =SB q |
| 4       | 7   | Ramon Gittens    | 0,145        | 10,15           | q     |
| 5       | 8   | Aaron Brown      | 0,162        | 10,17           |       |
| 6       | 2   | Adam Harris      | 0,165        | 10,23           |       |
| 7       | 6   | Shavez Hart      | 0,151        | 10,29           |       |
| 8       | 1   | Brijesh Lawrence | 0,158        | 10,49           |       |
|         |     |                  |              | Wiatr: +0,7 m/s |       |

Bieg 3
| Miejsce | Tor | Zawodnik             | Czas reakcji | Wynik           | Uwagi |
| ------- | --- | -------------------- | ------------ | --------------- | ----- |
| 1       | 4   | Kemar Bailey-Cole    | 0,175        | 10,00           | SB Q  |
| 2       | 3   | Antoine Adams        | 0,128        | 10,18           | Q     |
| 3       | 2   | Richard Thompson     | 0,155        | 10,19           |       |
| 4       | 5   | Akani Simbine        | 0,138        | 10,21           |       |
| 5       | 6   | Daniel Bailey        | 0,159        | 10,22           |       |
| 6       | 7   | Richard Kilty        | 0,130        | 10,27           |       |
| 7       | 1   | Monzavous Edwards    | 0,171        | 10,30           |       |
| 8       | 8   | Dontae Richards-Kwok | 0,149        | 10,42           |       |
|         |     |                      |              | Wiatr: −0,5 m/s |       |

## Finał
| Miejsce | Tor | Zawodnik          | Czas reakcji | Wynik          | Uwagi |
| ------- | --- | ----------------- | ------------ | -------------- | ----- |
|         | 5   | Kemar Bailey-Cole | 0,190        | 10,00          | =SB   |
|         | 4   | Adam Gemili       | 0,144        | 10,10          |       |
|         | 8   | Nickel Ashmeade   | 0,145        | 10,12          |       |
| 4       | 7   | Antoine Adams     | 0,154        | 10,16          |       |
| 5       | 1   | Mark Jelks        | 0,151        | 10,17          |       |
| 6       | 6   | Jason Livermore   | 0,139        | 10,18          |       |
| 7       | 3   | Warren Fraser     | 0,168        | 10,20          |       |
| 8       | 2   | Ramon Gittens     | 0,158        | 10,25          |       |
|         |     |                   |              | Wiatr: 0,0 m/s |       |